# Espioca
Espioca es un lugar del municipio español de Picasent, perteneciente a la provincia de Valencia, en la Comunidad Valenciana.

## Historia
Hacia mediados del siglo XIX, el lugar, ya por entonces perteneciente a Picasent, tenía contabilizada una población de cuarenta habitantes. Aparece descrito en el séptimo volumen del Diccionario geográfico-estadístico-histórico de España y sus posesiones de Ultramar de Pascual Madoz con las siguientes palabras:

ESPIOCA: ald. de la prov. de Valencia (4 leg.), part. jud. de Torrente (3), térm. jurisd. de Picasent (1 1/2): sit. al S. de esta pobl. en la carretera real de Madrid, sobre una pequeña colina que domina un radio de muchas leg.; la baten todos los vientos, aunque suelen dominar los de E. que provienen del mar, los cuales á su paso por la Albufera de Valencia se impregnan de miasmas pútridos, y producen un clima poco saludable, aunque templado. Tiene 9 casas, incluso un molino harinero y una posada, una ermita en la que se dice misa los dias festivos, la cual depende de la jurisd. ecl. de Benifayó de Espioca, 2 masias ó casas de campo á la dist. de 1/2 cuarto de hora, muy espaciosas y cómodas, denominadas de Ortiz y de D. Blas Navarro, aquella con un huerto de 12 cahices de tierra plantado de naranjos, limoneros y otros frutales, y una torre notable de figura cuadrangular, la cual se eleva junto al camino en la parte mas alta del terr., desde la que se descubre el magnifico cuadro que presenta la huerta de Valencia, en una estension de 9 horas desde este punto hasta Murviedro, cuyo centro ocupa aquella c., la der. la Albufera y el mar, la izq. el llano de Cuarta, y un inmenso bosque de olivos y algarrobos, y enfrente la ant. Sagunto y su cast. Si volviendo las espaldas á Valencia se mira hácia el S., que es por donde va la carretera de Madrid, tambien se divisa otro cuadro de igual dist. no menos fértil y hermoso que el anterior, por donde se estiende la vista hasta los montes de Játiva, abrazando la fértil Ribera á la izq., el marquesado de Lombay á la der., y por el centro otro bosque de moreras, algarrobos y olivos, por entre cuyo verde follage asoman sus cúspides las torres de muchas pobl. El terreno que le circunda es de buena calidad; para su riego y dar impulso al molino harinero se aprovecha el agua de un pantano que dista 1/2 hora al O., donde se recogen las de algunos manantiales y arroyos que se forman en tiempos de lluvias. pobl.: 12 vec., 54 alm. No lejos del sitio que en la actualidad ocupa la ald. anteriormente descrita, estuvo sit. en otro tiempo el ant. pueblo de Espioca, cuyos vec. azotados por las endémicas enfermedades que les provenian de la Albufera, se decidieron á abandonar el pueblo: discordes entre sí sobre el nuevo punto de su residencia, marchó la municipalidad, como representante del brazo civil, á establecerse en Picasent, desde cuyo momento quedó agregado su térm. al de este pueblo; y el clero llevándose consigo la campana se trasladó á Benifayó de Espioca, quedando de este modo bajo la jurisd. ecl. de esta pobl. De lo que fué en lo ant. Espioca no queda otro vestigio que la referida torre, la cual debió servir de atalaya morisca atendida la posicion que ocupa, y está todavia en pie como para transmitirnos la existencia de un pueblo que se agrupaba á su alrededor.
(Madoz, 1847, pp. 577-578)

## Patrimonio
Hay en el lugar una torre.